# Бондарь, Николай Васильевич
Никола́й Васи́льевич Бо́ндарь (укр. Микола Васильович Бондар; 19 декабря 1933 — 26 апреля 2004) — работник сельского хозяйства, целинник, Герой Социалистического Труда.
Брат Марии Михайловны Бондарь, которая тоже была Героем Социалистического Труда.

## Биография
Родился 19 декабря 1933 года в селе Великий Луг Червоноармейского района Киевской области (ныне — Пулинский район Житомирской области).
С ноября 1960 года работал трактористом-машинистом в совхозе «Красивинский» Есильского района Акмолинской области. За период трудовой деятельности в данном совхозе работал на всех участках: зимой в животноводстве, а в остальное время года — в полеводстве.
После выхода на заслуженный отдых проживал в селе Ключевое Симферопольского района Крыма.
Скончался 26 апреля 2004 года.

## Награды
- Герой Социалистического Труда (1967)
- Орден Ленина (1967)